# Ichneumon chernovi
Ichneumon chernovi är en stekelart som beskrevs av Heinrich 1978. Ichneumon chernovi ingår i släktet Ichneumon och familjen brokparasitsteklar. Inga underarter finns listade i Catalogue of Life.